# Haval Xiaolong Max
Der Haval Xiaolong Max ist ein Sport Utility Vehicle der chinesischen Marke Haval, die zum Automobilhersteller Great Wall Motor gehört.

## 1. Generation (2023–2025)

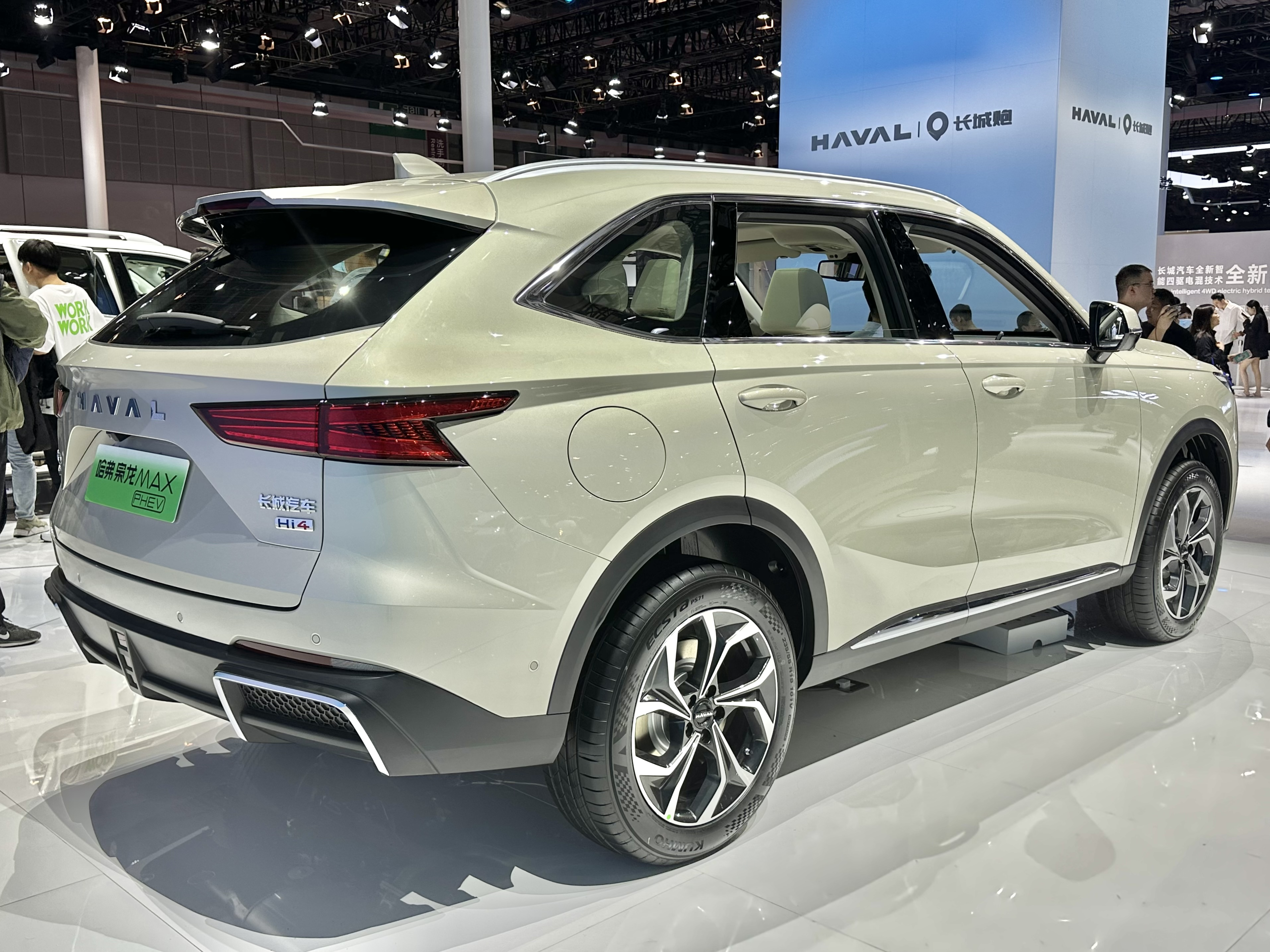
Heckansicht

Erstmals gezeigt wurde das 4,76 Meter lange Fahrzeug noch unter dem Entwicklungscode B07 im Februar 2023. Öffentlichkeitspremiere hatte es im April 2023 auf der Shanghai Auto Show. Ab Mai 2023 wurde das SUV als erste Generation des Xiaolong Max auf dem chinesischen Heimatmarkt, wo es oberhalb des 4,60 Meter langen Xiaolong positioniert war, verkauft. Die sogenannte Lemon-Plattform teilt sich das SUV unter anderem mit dem Dagou oder der dritten Generation des H6.

### Technische Daten
Angetrieben wird das fünfsitzige SUV ausschließlich von einem 205 kW (279 PS) starken Plug-in-Hybriden. Er hat ein 2-Gang-Hybridgetriebe und elektrischen Allradantrieb. Auf 100 km/h soll der Xiaolong Max aus dem Stand in 6,8 Sekunden beschleunigen, die Höchstgeschwindigkeit wird mit 180 km/h angegeben.
|                                                   | Hi4 105                         |
| Bauzeitraum                                       | 05/2023–03/2025                 |
| Motorkenndaten                                    |                                 |
| Motortyp                                          | R4-Ottomotor + 2 Elektromotoren |
| Hubraum                                           | 1498 cm³                        |
| max. Leistung Verbrennungsmotor bei min−1         | 85 kW (116 PS) / 6000           |
| max. Leistung Elektromotor vorne                  | 70 kW (95 PS)                   |
| max. Leistung Elektromotor hinten                 | 150 kW (204 PS)                 |
| max. Systemleistung                               | 205 kW (279 PS)                 |
| max. Drehmoment Verbrennungsmotor bei min−1       | 140 Nm / 4000–4800              |
| max. Drehmoment Elektromotor vorne                | 100 Nm                          |
| max. Drehmoment Elektromotor hinten               | 350 Nm                          |
| max. Systemdrehmoment                             | 585 Nm                          |
| Kraftübertragung                                  |                                 |
| Antrieb                                           | elektrischer Allradantrieb      |
| Getriebe                                          | 2-Gang-Hybridgetriebe           |
| Messwerte                                         |                                 |
| Höchstgeschwindigkeit                             | 180 km/h                        |
| Beschleunigung, 0–100 km/h                        | 6,8 s                           |
| Kraftstoffverbrauch auf 100 km (WLTP, kombiniert) | 1,8 l Super                     |
| Tankinhalt                                        | 55 l                            |
| Energieinhalt Akku                                | 19,3 kWh                        |
| Elektrische Reichweite, WLTP                      | 83 km                           |
| Abgasnorm                                         | China VI                        |

## 2. Generation (seit 2025)

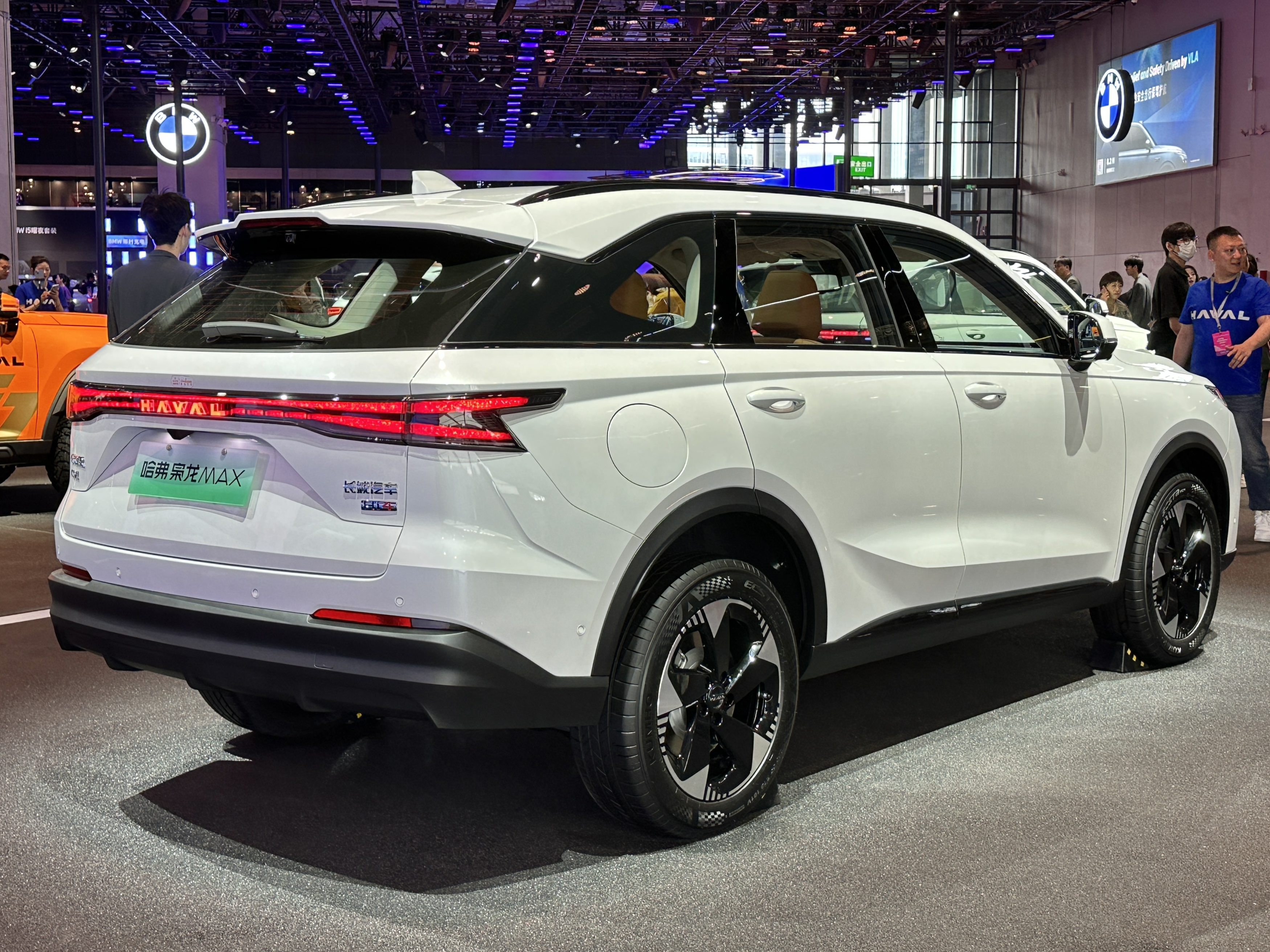
Heckansicht

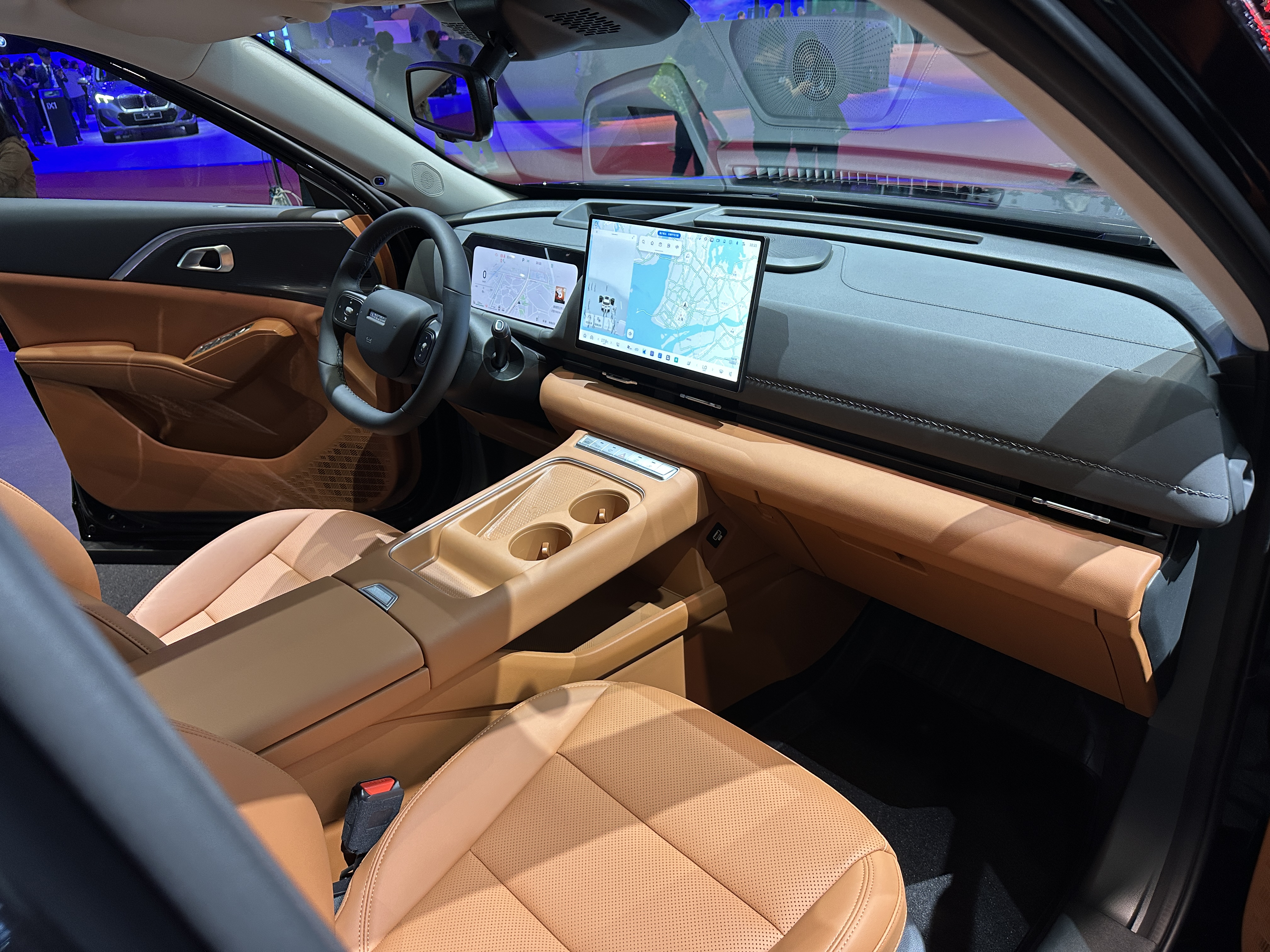
Innenansicht

Im März 2025 präsentierte Haval eine neue Generation der Baureihe. Sie kam im April 2025 in China in den Handel. Verglichen mit dem Vorgängermodell sind die Unterschiede eher gering.

### Technische Daten
Angetrieben wird Wagen erneut von einem 1,5-Liter-Plug-in-Hybrid-Antrieb. Er hat wieder ein 2-Gang-Hybridgetriebe und elektrischen Allradantrieb. Fortan gibt es zwei Akku-Versionen.
|                                                   | Hi4 110                         | Hi4 165                         |
| Bauzeitraum                                       | seit 04/2025                    | seit 04/2025                    |
| Motorkenndaten                                    |                                 |                                 |
| Motortyp                                          | R4-Ottomotor + 2 Elektromotoren | R4-Ottomotor + 2 Elektromotoren |
| Hubraum                                           | 1498 cm³                        | 1498 cm³                        |
| max. Leistung Verbrennungsmotor bei min−1         | 85 kW (116 PS) / 6000           | 85 kW (116 PS) / 6000           |
| max. Leistung Elektromotor vorne                  | 70 kW (95 PS)                   | 70 kW (95 PS)                   |
| max. Leistung Elektromotor hinten                 | 150 kW (204 PS)                 | 150 kW (204 PS)                 |
| max. Systemleistung                               | 238 kW (324 PS)                 | 238 kW (324 PS)                 |
| max. Drehmoment Verbrennungsmotor bei min−1       | 140 Nm / 4000–4800              | 140 Nm / 4000–4800              |
| max. Drehmoment Elektromotor vorne                | 110 Nm                          | 110 Nm                          |
| max. Drehmoment Elektromotor hinten               | 350 Nm                          | 350 Nm                          |
| max. Systemdrehmoment                             | 595 Nm                          | 595 Nm                          |
| Kraftübertragung                                  |                                 |                                 |
| Antrieb                                           | elektrischer Allradantrieb      | elektrischer Allradantrieb      |
| Getriebe                                          | 2-Gang-Hybridgetriebe           | 2-Gang-Hybridgetriebe           |
| Messwerte                                         |                                 |                                 |
| Höchstgeschwindigkeit                             | 180 km/h                        | 180 km/h                        |
| Beschleunigung, 0–100 km/h                        | 6,8 s                           | 6,8 s                           |
| Kraftstoffverbrauch auf 100 km (WLTP, kombiniert) | 1,6 l Super                     | 1,0 l Super                     |
| Tankinhalt                                        | 55 l                            | 55 l                            |
| Energieinhalt Akku                                | 18,7 kWh                        | 27,5 kWh                        |
| Elektrische Reichweite, WLTP                      | 85 km                           | 126 km                          |
| Abgasnorm                                         | China VI                        | China VI                        |